# Суюнов, Ильхом Анварович
Ильхом Анварович Суюнов (17 мая 1983, Узбекская ССР) — узбекистанский футболист, защитник. Выступал за сборную Узбекистана.
Начал свою профессиональную карьеру в клубе «Янгиер» в 2001 году. В 2002—2003 годах выступал за мубарекский «Машъал». С 2004 по 2013 год играл за ташкентский «Пахтакор».
С 2006 года выступал за сборную Узбекистана. В 2007 году провёл за сборную восемь матчей.

## Достижения

### Командные
- Чемпион Узбекистана: 2004, 2005, 2006, 2007
- Обладатель Кубка Узбекистана: 2004, 2005, 2006, 2007
- Полуфиналист Лиги чемпионов Азии: 2004
- Обладатель Кубка чемпионов Содружества: 2007
- Финалист Кубка чемпионов Содружества: 2008